# Udea swezeyi
Udea swezeyi là một loài bướm đêm thuộc họ Crambidae. Nó là loài đặc hữu của Kauai.